# قاچاقچیان (فیلم)
قاچاقچیان (انگلیسی: The Smugglers) فیلمی آمریکایی در سبک کمدی به کارگردانی سیدنی الکات است که در سال ۱۹۱۶ منتشر شد.